# Fritz Kohls
Friedrich „Fritz“ Kohls (* 8. Oktober 1894 in Horngut; † unbekannt) war ein deutscher Politiker (NSDAP).

## Leben und Wirken
Nach dem Besuch der Volksschule in Neustettin absolvierte Kohls eine Lehre bei der Kreisverwaltung in Neustettin.
1912 trat Kohls in das Infanterie-Regiment 49 in Gnesen ein. Von 1914 bis 1918 nahm er am Ersten Weltkrieg teil, in dem er eine schwere Darmschussverletzung erlitt, so dass er fortan zu 70 % erwerbsbeschränkt war.
Nach dem Krieg wurde Kohls Angestellter bei der Kreisverwaltung, namentlich beim Kreisjugendamt, in Neustettin.
Zum 1. Januar 1929 trat Kohls in die NSDAP ein (Mitgliedsnummer 108.900). 1930 übernahm er den Posten des Kreisleiters der NSDAP Neustettin sowie das Amt des Gauobmanns für Kriegsopferversorgung. Bereits seit 1928 gehörte Kohls dem Vorstand der Provinzialgruppe Pommern des Kyffhäuserbundes an.
Bei der Reichstagswahl vom Juli 1932 zog Kohls für seine Partei in den sechsten Reichstag der Weimarer Republik ein, in dem er bis zum November desselben Jahres den Wahlkreis 6 (Pommern) vertrat.
Laut der Kriegsgräberdatenbank verstarb ein 1894 geborener Friedrich Kohls am 29. Juni 1947 und ist in der Kriegsgräberstätte in Fünfeichen, Kriegsgefangenenfriedhof, bestattet. Auf diesem Friedhof sind größtenteils Personen bestattet, die zwischen 1945 und 1948 als Gefangene im sowjetischen Speziallager Nr. 9 Fünfeichen, einem vom sowjetischen Militärgeheimdienst NKWD betriebenen Lager in dem sowjetisch besetzten Teil des Deutschen Reiches, verstarben.